# Charles Jonnart

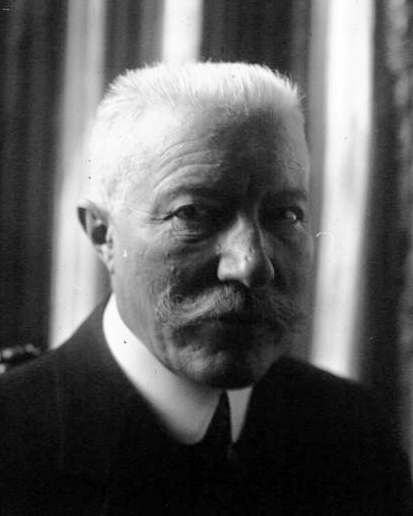
Charles Jonnart

Charles Célestin Auguste Jonnart (27 de dezembro de 1857 - 30 de dezembro de 1927) foi um político francês.

## Primeiros anos
Nascido em uma família burguesa em Fléchin, Pas-de-Calais, Charles Jonnart foi educado em Saint-Omer, depois em Paris. Interessado pela Argélia que visitara quando jovem, foi nomeado em 1881 por Léon Gambetta para o cargo de Governador Geral da Argélia. Em 1884, foi nomeado diretor do departamento da Argélia para o Ministério do Interior.

## Carreira política
Iniciando uma carreira política como liberal, foi eleito em 1886 como Conselheiro Geral de Saint-Omer, depois em 1889, membro de Pas-de-Calais. Ele se destacou na Câmara por suas frequentes intervenções sobre questões coloniais, incluindo a organização da Argélia.
Escolhido em 1893 por Casimir Périer para o cargo de Ministro das Obras Públicas, foi eleito em 1894 senador Pas-de-Calais. No mesmo ano, um acidente automobilístico o obrigou a interromper seu ministério.
Durante 1900, ele retornou à Argélia, onde foi nomeado governador-geral. Ele renunciou por motivos de saúde, mas em 1903 voltou novamente ao seu cargo. Ele ajudou a promover a carreira do futuro marechal Hubert Lyautey. Este último, ainda coronel, foi promovido a general e foi incumbido por Jonnart da implementação da política na região.
Em 1911, Charles Jonnart foi nomeado ministro das Relações Exteriores no gabinete de Aristide Briand. Durante a Primeira Guerra Mundial, ele foi o relator do Senado da Comissão de Relações Exteriores. Ele foi brevemente Ministro do Bloqueio no governo de Clemenceau. Em seguida, as potências aliadas o escolheram como representante autorizado para forçar o rei Constantino da Grécia a abdicar do trono.
Após a guerra, tornou-se presidente do Partido Republicano Democrata em 1920, e foi nomeado embaixador da França junto à Santa Sé, com a delicada missão de retomar as relações diplomáticas com o Papa. Ele foi eleito para a Académie française em 19 de abril de 1923.
Há um relato interessante do último dia de 11 de junho de 1917 de Jonnart, que, como ex-governador geral da Argélia, veio para a Grécia, pelo qual o rei Constantino foi forçado a deixar seu país e viver exilado na Suíça.

## Principais publicações
- Exposé de la situation générale de l'Algérie: 1906, Alger, Imprimerie administrative, 1907, 429 p.
- Exposé de la situation générale des territoires du sud de l'Algérie. Année 1906, Alger, Heintz, 1907, 207 p.
- Œuvres complètes de Charles Jonnart, de l'Académie des sciences morales et politiques, Paris, Fayard, 1923.